# Marginal (anthologie)
Pour les articles homonymes, voir Marginal.
Marginal (sous-titrée Anthologie de l'imaginaire) est une collection des éditions OPTA, créée en 1973 et arrêtée en 1977, consacrée aux anthologies thématiques de science-fiction, dénombrant un total de 16 tomes.

## Historique
La collection Marginal est lancée par les éditions OPTA en novembre 1973 avec Michel Demuth comme éditeur en chef. Cette collection était formée comme une anthologie incluant aussi des reprises d'anciens numéros de Galaxy retraduites dans leurs versions intégrales. Elle est d'ailleurs sous-titrée Anthologie de l'imaginaire,. Les difficultés financières de la maison mère OPTA ont conduit à arrêter la collection Marginal en mai 1977.
Sur les seize tomes publiés, quinze ont été commercialisés.

## Titres

### Enfers et paradis de l'espace
- Date de parution : 1973.
- Liens externes :
  - « Marginal, tome 1 : Enfers et paradis de l'espace », sur NooSFere (consulté le 28 octobre 2023)
  - « Marginal, tome 1 : Enfers et paradis de l'espace », sur Babelio (consulté le 13 mai 2015).

### Trésors et pièges du temps
- Date de parution : 1974.
- Liens externes :
  - « Marginal, tome 2 : Trésors et pièges du temps », sur NooSFere (consulté le 28 octobre 2023)
  - « Marginal, tome 2 : Trésors et pièges du temps », sur Babelio (consulté le 13 mai 2015)

### Ceux d'ailleurs
- Date de parution : 1974.
- Liens externes :
  - « Marginal, tome 3 : Ceux d'ailleurs », sur NooSFere (consulté le 28 octobre 2023)
  - « Marginal, tome 3 : Ceux d'ailleurs », sur Babelio (consulté le 13 mai 2015)

### Gadgets aimables et trucs épouvantables
- Date de parution : 1974.
- Liens externes :
  - « Marginal, tome 4 : Gadgets aimables et trucs épouvantables », sur NooSFere (consulté le 28 octobre 2023)
  - « Marginal, tome 4 : Gadgets aimables et trucs épouvantables », sur Babelio (consulté le 13 mai 2015)

### Androïdes, robots et machines folles
- Date de parution : 1974.
- Liens externes :
  - « Marginal, tome 5 : Androïdes, robots et machines folles », sur NooSFere (consulté le 28 octobre 2023)
  - « Marginal, tome 5 : Androïdes, robots et machines folles », sur Babelio (consulté le 13 mai 2015)

### Rois étranges et dictateurs fous de l'avenir
- Date de parution : janvier 1975.
- Liens externes :
  - « Marginal, tome 6 : Rois étranges et dictateurs fous de l'avenir », sur NooSFere (consulté le 28 octobre 2023)
  - « Marginal, tome 6 : Rois étranges et dictateurs fous de l'avenir », sur Babelio (consulté le 13 mai 2015)

### Apothéoses, apocalypses et retours à zéro
- Date de parution : 1975.
- Liens externes :
  - « Marginal, tome 7 : Apothéoses, apocalypses et retours à zéro », sur NooSFere (consulté le 28 octobre 2023)
  - « Marginal, tome 7 : Apothéoses, apocalypses et retours à zéro », sur Babelio (consulté le 13 mai 2015)

### Us et coutumes d'après-demain
- Date de parution : 1975.
- Liens externes :
  - « Marginal, tome 8 : Us et coutumes d'après-demain », sur NooSFere (consulté le 28 octobre 2023)
  - « Marginal, tome 8 : Us et coutumes d'après-demain », sur Babelio (consulté le 13 mai 2015)

### Soleils d'ailleurs et lunes de mort
- Date de parution : 1975.
- Liens externes :
  - « Marginal, tome 9 : Soleils d'ailleurs et lunes de mort », sur NooSFere (consulté le 28 octobre 2023)
  - « Marginal, tome 9 : Soleils d'ailleurs et lunes de mort », sur Babelio (consulté le 13 mai 2015)

### Bébés-surprises et drôles de bestioles
- Date de parution : décembre 1975.
- Liens externes :
  - « Marginal, tome 10 : Bébés-surprises et drôles de bestioles », sur NooSFere (consulté le 28 octobre 2023)

### Ultra-dimensions et univers inversés
- Date de parution : 1976.
- Liens externes :
  - « Marginal, tome 11 : Ultra-dimensions et univers inversés », sur NooSFere (consulté le 28 octobre 2023)
  - « Marginal, tome 11 : Ultra-dimensions et univers inversés », sur Babelio (consulté le 13 mai 2015)

### Surhommes, télépathes et suresprits
- Date de parution : 1976.
- Liens externes :
  - « Marginal, tome 12 : Surhommes, télépathes et suresprits », sur NooSFere (consulté le 28 octobre 2023)

### Rires cosmiques, gargouillis galactiques et futurs désopilants
- Date de parution : 1976.
- Liens externes :
  - « Marginal, tome 13 : Rires cosmiques, gargouillis galactiques et futurs désopilants », sur NooSFere (consulté le 28 octobre 2023)

### Voyageurs de l'éternité et couloirs du temps
- Date de parution : 1977.
- Liens externes :
  - « Marginal, tome 14 : Voyageurs de l'éternité et couloirs du temps », sur NooSFere (consulté le 28 octobre 2023)
  - « Marginal, tome 14 : Voyageurs de l'éternité et couloirs du temps », sur Babelio (consulté le 13 mai 2015)

### Phares stellaires et sillages atomiques
- Date de parution : 1977.
- Liens externes :
  - « Marginal, tome 15 : Phares stellaires et sillages atomiques », sur NooSFere (consulté le 28 octobre 2023)
  - « Marginal, tome 15 : Phares stellaires et sillages atomiques », sur Babelio (consulté le 13 mai 2015)

### Batailles à venir, soldats de la fin des temps
- Date de parution : 1977.
- Liens externes :
  - « Marginal, tome 16 : Batailles à venir, soldats de la fin des temps », sur NooSFere (consulté le 28 octobre 2023)